# Red Bull Air Race

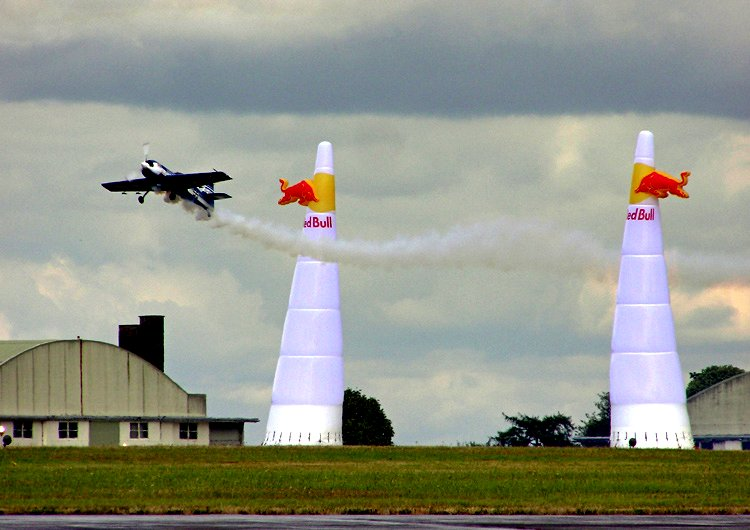
Red Bull Air Race i England, Kemble Airport, Gloucestershire, juni 2004.

Red Bull Air Race  är en flygtävling som har funnits sedan 2003. Målet med tävlingen är att flyga längs en bana mellan 18 meter höga "portar". Man måste flyga genom portarna i en speciell ordning och på ett visst sätt. Portar som är märkta med blått måste passeras horisontellt och röda portar måste passeras vertikalt med flygplanet. Gör man fel på detta får man 3 sekunder tillagada till den totala tiden. Skulle man nudda en port får man 10 extra straffsekunder. 
Planen som används kommer upp i hastigheter av ca 400 km/h. I "racet" uppmäts extremt höga G-krafter på uppåt 10-12G. Det är väldigt högt om man jämför med till exempel åkattraktioner på nöjesfält som i vissa fall kan ha upp mot 3G och formula 1-race som ibland visar resultat på upp mot 5G. En informativ youtube-video om detta: 
Exempel på flygplan som används i tävlingen är Extra 300SR, Zivko Edge 540X, och MXR MXS.
Den första som vann Red Bull Air Race  var den ungerska piloten Péter Besenyei.